# Fissidens fontanus
Fissidens fontanus là một loài Rêu trong họ Fissidentaceae. Loài này được (Bach. Pyl.) Steud. mô tả khoa học đầu tiên năm 1824.